# 羊苴咩城

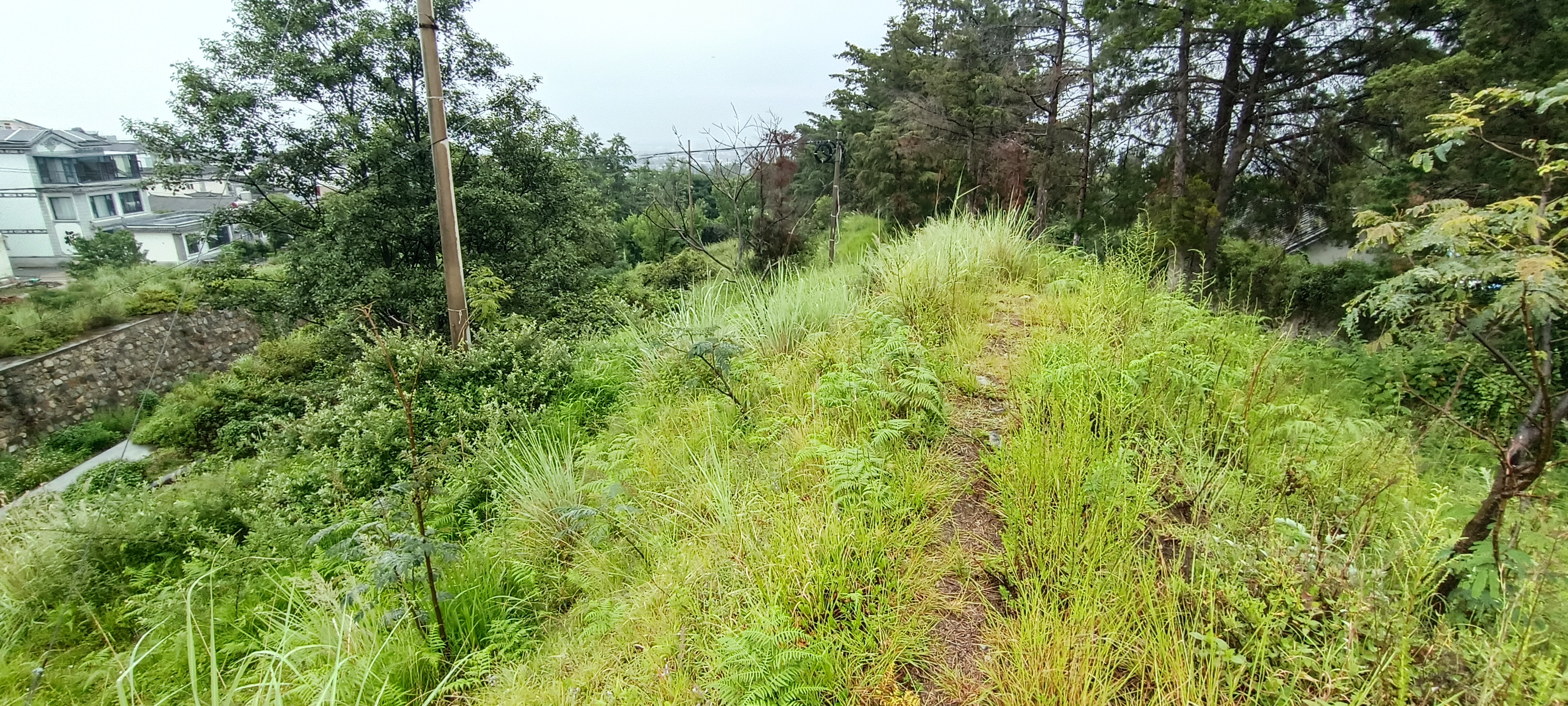
阳苴咩城北城墙遗址，左侧为桃溪

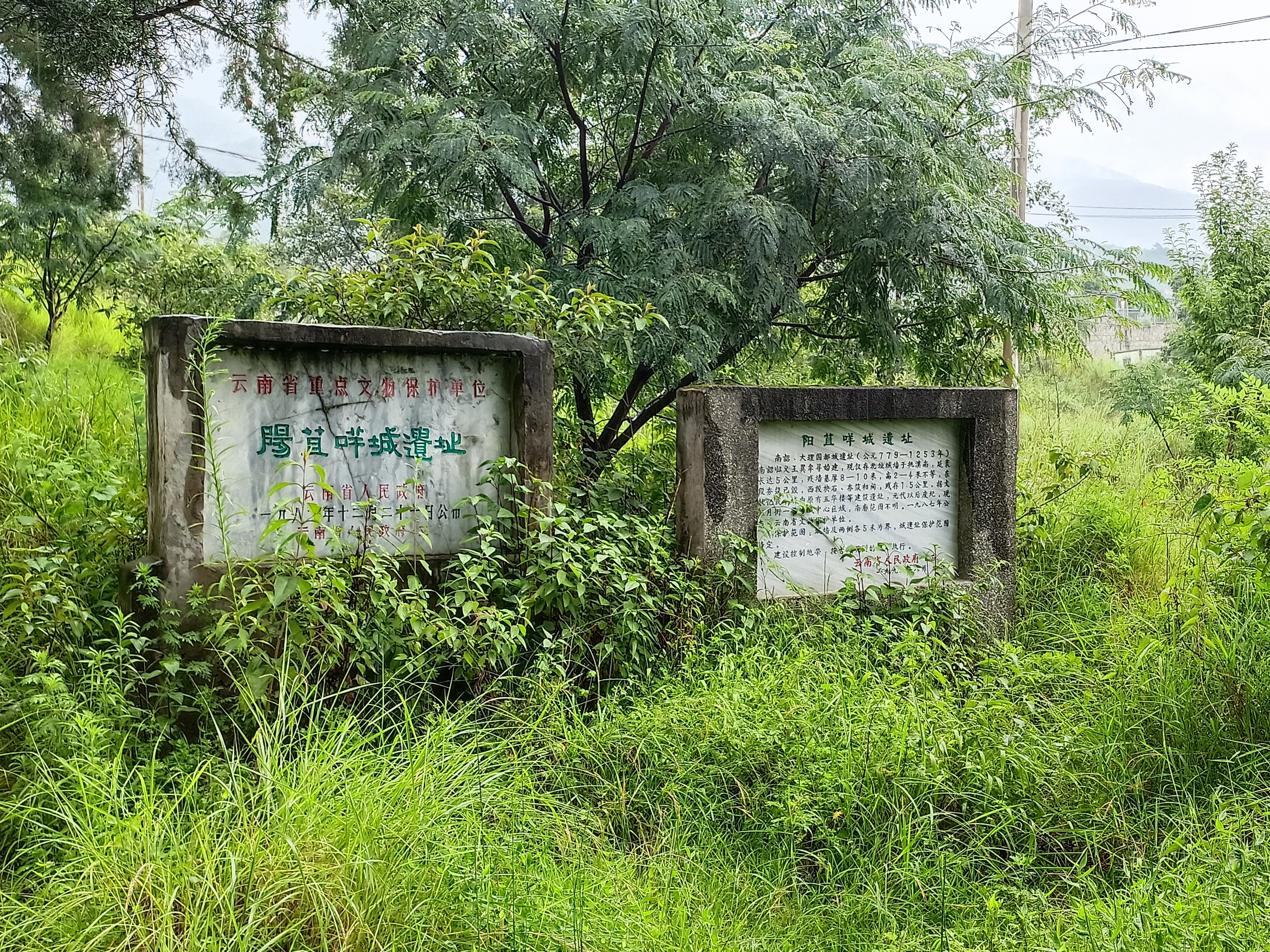
阳苴咩城遗址文保碑

羊苴咩城，又称“阳苴咩城”、“阳苴𠴟城”、“苴咩城”，位于今中华人民共和国云南省大理白族自治州大理市大理镇。城池遗址在今大理古城及其以西地区，北至桃溪南岸，南至绿玉溪北岸一带。先后为南诏、大长和、大天兴、大义宁、大理国和大中的国都。

## 名称
“苴咩”音“jū miē”係现代读音，方国瑜将“苴咩”的中古汉语音拟作“tshia mia”，即《蛮书》向达校注的“上音斜，下符差切”。

## 历史
羊苴咩城原为河蛮所居之地，唐开元二十五年（737年）被南诏占据。大历14年（779年），南诏君主异牟寻将国都由太和城迁至羊苴咩城。902年南诏国为鄭買嗣所篡，改国号为长和。后又被趙善政改为天兴，年號尊聖，次年楊干貞廢悼康帝改为义宁。直到937年白族人段思平得国，建立大理国。羊苴咩城也于此时改名为大理城。明朝洪武十五年（1382年），明将沐英攻下大理城后，在羊苴咩城基础上修建今大理古城，旧城被废弃，逐渐掩没。

## 发掘、保护
1985年9月，被公布为第一批大理市文物保护单位；1987年12月，被公布为第三批云南省文物保护单位。

## 延伸阅读
- 马长舟. . 云南师范大学学报（哲学社会科学版）. 1985, (2): 28-32.
- 段伶. . 大理师专学报（社会科学版）. 1995, (2): 76-79.
- 赵云; 王育珊. . 中国边疆史地研究. 2016, 26 (4): 110-117.